# Transnationale Umweltverschmutzung in Ostasien
Die transnationale Umweltverschmutzung in Ostasien behandelt die Bodendegradation sowie die Luft- und Wasserverschmutzung. Dabei ist zu unterscheiden zwischen naturgegebenen Wirkungen (z. B. durch die Wüste Gobi) und vom Menschen verursachte Wirkungen (anthropogene). Daher ist es sinnvoll, auch die einzelnen Staaten Japan, Mongolei, Nordkorea, Russland, Südkorea, Taiwan sowie die Volksrepublik China bzw. Teile von ihnen aufgrund Gemeinsamkeiten in Ursachen oder Folgen als ein gemeinsames System zu betrachten.
Im Besonderen sind der Smog in den Großstädten, der Saure Regen, die zunehmende Wüstenbildung sowie andere Bodenbelastungen, außerdem radioaktive Meeresverschmutzungen sowie Belastungen der Binnengewässer zu nennen.
Jahreszeitlich auftretende Winde verbreiten Sand und säurehaltige Verschmutzungen der Luft über alle Staaten der Region. Ebenso sind die Meere der Region betroffen, das „Gelbe“ und das Japanische Meer. Die Ansätze zur Lösung zunehmender Umweltprobleme sind vorwiegend auf dem Feld der Entwicklungszusammenarbeit zu finden. In Ostasien sind die Verschmutzerstaaten nicht immer zwangsläufig auch Empfänger der eigenen Verschmutzungen (externer Effekt). Die Vermeidung und Kontrolle der Umweltverschmutzung kann hier also nicht allein nationalstaatlich erfolgen.

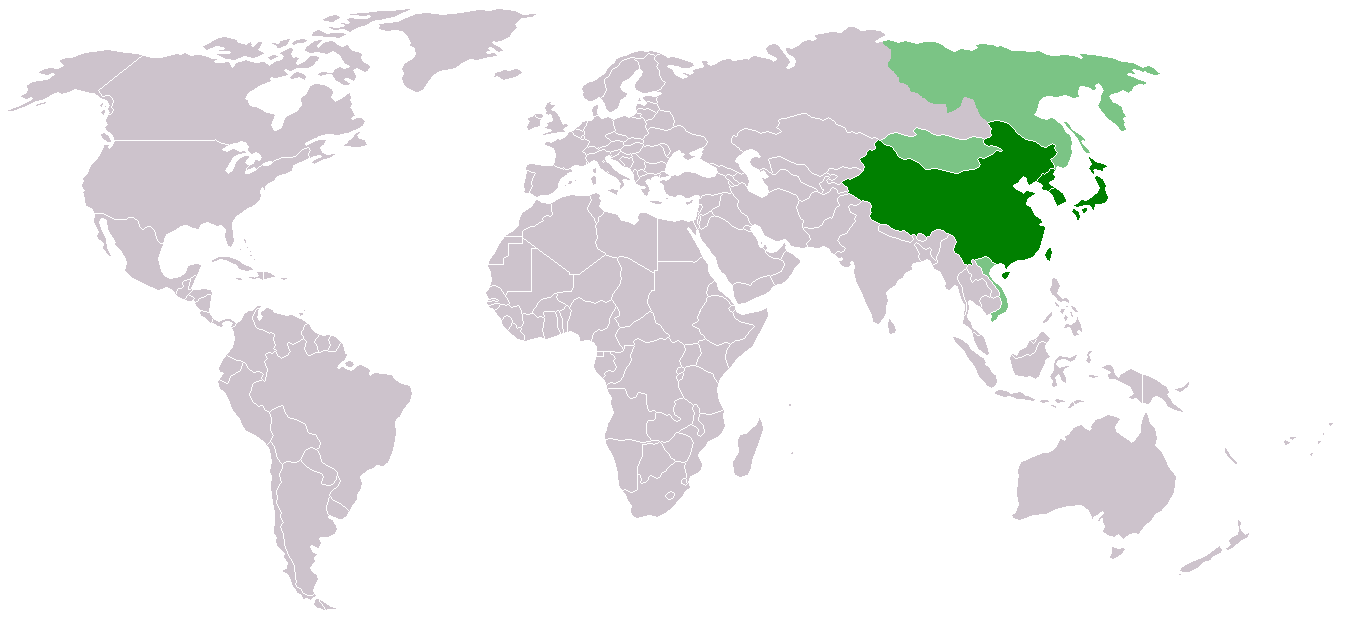
Ostasien-Konzeptionen

## Luftverschmutzung

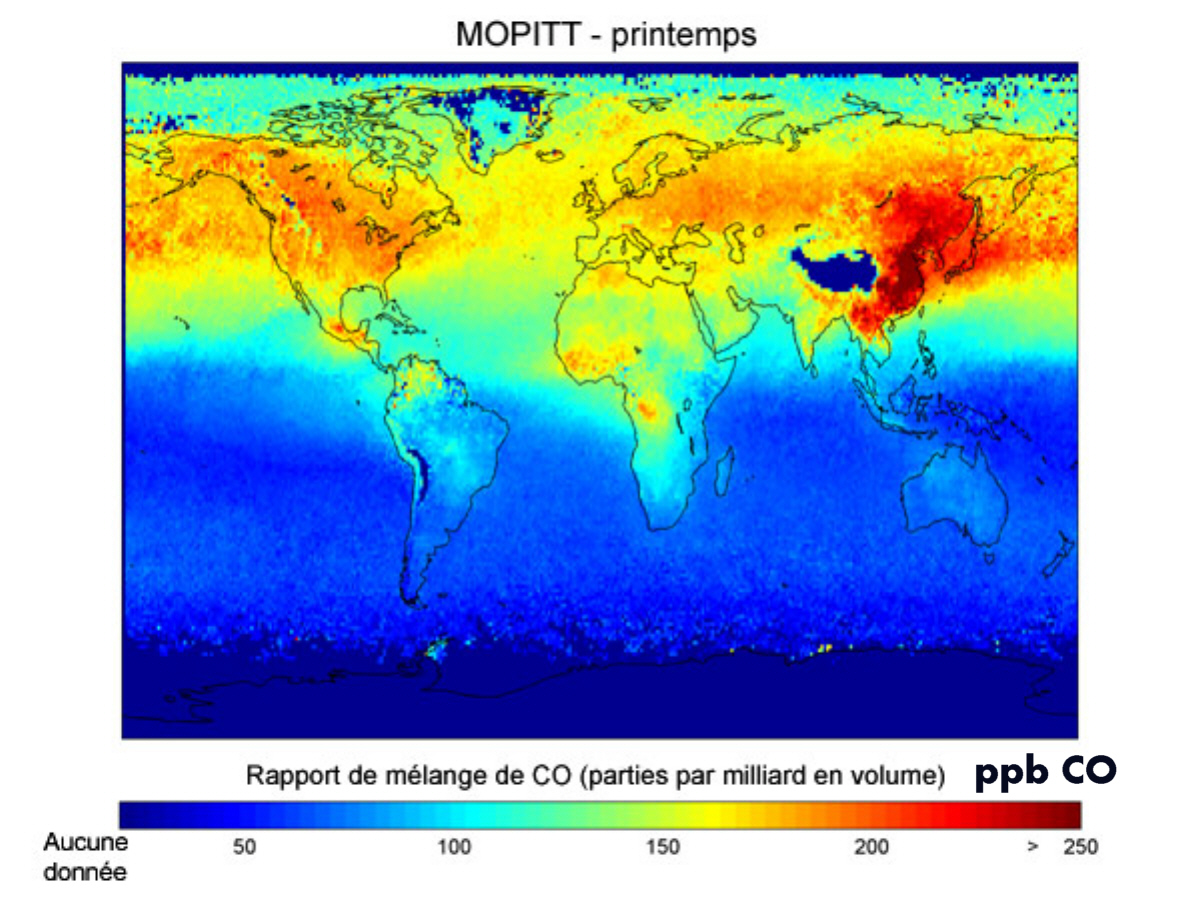
Globale Kohlenmonoxid-Konzentration

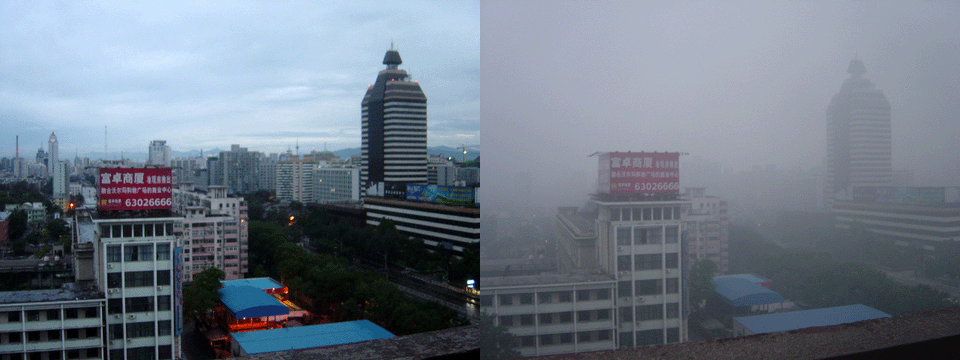
Peking nach einem Regentag (links) und einem zwar sonnigen, aber versmogten Tag (rechts), 2005

Wichtig zum Verständnis der Luftverschmutzungsprobleme Ostasiens ist Kenntnis über die im Winter vorherrschenden Westwinde in der Region, die durch einen lang anhaltenden, kräftigen Monsunwind verursacht werden. Als Folge der vom Menschen verursachten Luftverschmutzung sammeln sich sogenannte Treibhausgase und weitere für Lebewesen schädliche Stoffe vermehrt in der Atmosphäre an.
Partikel, deren Größe unter 2 μm Durchmesser liegt, sind hauptsächlich für die verschlechterte Sicht in Ballungsräumen Ostasiens verantwortlich. Diese Partikel werden zudem von Lebewesen inhaliert und können in die Atmungsorgane eindringen, wo sie u. U. gesundheitliche Schäden verursachen können. Die Schadstoffe gelangen auf unterschiedlichen Wegen in die Atmosphäre. Neben natürlichen Schadstoffausstößen (wie beispielsweise Vulkanen) spielen
anthropogene Ausstöße eine wichtige Rolle in der Luftverschmutzung.

### Ursachen der Luftverschmutzung
Nach Aussage des südkoreanischen Umweltministeriums betrug 1995 allein der Anteil der von Transportmitteln (z. B. Kfz) verursachten Emissionen 48,8 % der Gesamtemissionen in Südkorea. Der Anteil der rein industriellen Verschmutzung belief sich auf 28,8 %, die Stromerzeugung liefert 14,6 % und die privaten Heizungen 8,8 %. Neben den Luftverschmutzungen, die auf dem Festland verursacht werden, spielen auch die Emissionen von Schiffen eine bedeutende Rolle in der Verbreitung von Luftverschmutzung. Die Schadstoffe der in Ostasien verursachten Emissionen werden durch die Westwinde im Frühjahr bis auf weit entlegene Gebiete des Pazifischen Ozeans getrieben, wo sie die Atmosphäre signifikant beeinflussen.
Chinas Anteil an den weltweiten Schwefelemissionen wurde im Jahr 1997 auf 15 % geschätzt. Verantwortlich ist in erster Linie die schnelle Entwicklung der chinesischen Schwerindustrie. Emissionen aus China tragen zu saurem Regen in Südkorea, und die südkoreanischen Emissionen wiederum zu saurem Regen in Japan bei. Es ist demnach schwierig, die Verursacher isoliert zu betrachten.

### Urbane Luftverschmutzung

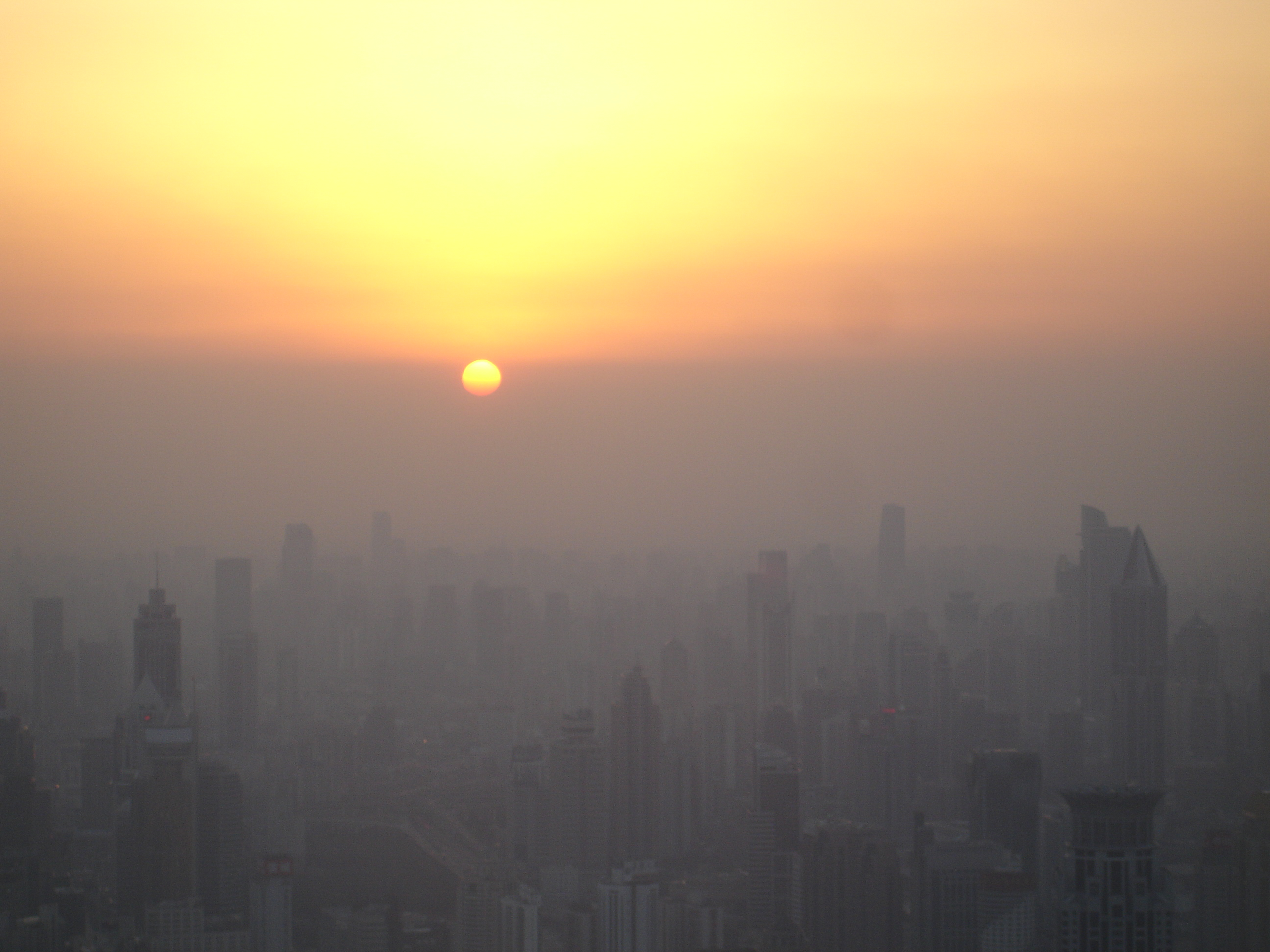
Shanghai bei Sonnenuntergang, 2008. Die Sonne hat den Horizont noch nicht erreicht: Sie geht hinter der dicken Verschmutzungsschicht unter.

Während die Urbanisierung rasch voranschritt, konnte die Umweltinfrastruktur und die Regulierungen im Sinne einer Nachhaltigkeit nicht Schritt halten. 2008 beobachtete man eine signifikante Umweltverschmutzung in den Großstädten der Mongolei. Insbesondere die Luftqualität ist dort betroffen. Hohe Belastungen durch Feinstaub und andere Schadstoffe stellen ein ernsthaftes Gesundheitsrisiko dar, was durch erhöhte Inzidenz von Atemerkrankungen bei Kleinkindern belegt wird. Die Abwasserentsorgung gehört zu den unterentwickeltesten in Asien und hat weitreichende Verschmutzungen von Grund- und stehenden Gewässern zur Folge, sowohl in Ulan Bator als auch in anderen Städten. Die Abfallversorgung deckt nur einen kleinen Teil des anfallenden Mülls ab. Die Entstehung der mangelhaften Luftqualität in der Mongolei wird multikausal gesehen. Angeführt werden der großflächige Gebrauch von häuslichen Heizungen, ineffizienten Boilern, Stromerzeugung, Industrie und zunehmend auch der Transportsektor. Die Gesundheitssituation wird dadurch verschärft, dass nur 30 % der Bevölkerung Zugang zu hinreichender Versorgung haben.

### Saurer Regen
Hauptursache von Saurem Regen sind Stickoxide (NOx) und Schwefeldioxid (SO2)-Emissionen. Stickoxide stammen vornehmlich aus Verbrennungsmotoren in Fahrzeugen. In Südkorea beträgt der Anteil von Verbrennungsmotoren an den Stickoxid-Gesamtemissionen ca. 50 %. In den Ballungsräumen Seoul, Taejon und Kwangju liegt der Anteil bei über 70 %. SO2-Emissionen werden vor allem durch die Verbrennung fossiler Brennstoffe verursacht. Insbesondere Kohle emittiert einen hohen Anteil an Schwefeldioxid. Das Problem liegt daher u. a. in der Industrialisierung der Staaten Ostasiens und der damit einhergehenden vermehrten Nutzung von fossilen Brennstoffen.
Während in Europa und Nordamerika durch multilaterale Verträge die SO2- und NOx-Emissionen deutlich gesenkt werden konnten, hat sich das Problem des Sauren Regens in Ostasien durch die zunehmende Industrialisierung verstärkt. Kohle ist die primäre Energiequelle in Ostasien, was dazu führte, dass sich die SO2-Emissionen in der Region von 29 Millionen Tonnen (1987) auf schätzungsweise 62 Millionen Tonnen (2010) erhöhten. Den mitunter besorgniserregendsten Anteil an den Verschmutzungen trägt hierbei die VR China. Forschungsergebnissen nach ist China für zwei Drittel der NOx-Emissionen in Asien verantwortlich. Mit fast 75 % hat die Kohle den Hauptanteil am chinesischen Energiemix und macht das Land mit 19 Millionen Tonnen SO2-Ausstoß jährlich zum zweitgrößten Verschmutzer weltweit hinter den USA mit mehr als 22 Millionen Tonnen pro Jahr. Nach dem Scheitern des 10. Fünfjahresplans zum Nationalen Umweltschutz in China (2002–2006) sah 11. Fünfjahresplan eine Kürzung der Emissionen um 10 % bis 2010 im Vergleich zu Werten von 2006 vor. Nach einer Untersuchung aus dem Jahre 2005 wiesen 43,4 % der getesteten Städte eine „gesundheitsschädigende“ Luftqualität auf. In 32,6 % der getesteten Städte überstieg die Inzidenz Sauren Regens 5 %.
Japanspezifische Auswirkungen
Der Anteil des chinesischen Schwefeldioxids an der Luftverschmutzung in Japan beträgt 49 %. Weitere Verursacher sind eigene Emissionen mit 21 % (unter 1 Million Tonnen jährlich), natürliche Ausstöße (z. B. Vulkane, 13 %), die Staaten Nord- und Südkorea (12 %), der Rest Südostasiens (2 %) und Taiwan (1 %). Die Intensität des Sauren Regens wird in ganz Japan an verschiedenen Messpunkten gemessen. Die bei den Untersuchungen ermittelten pH-Werte liegen allenfalls in weit abgelegenen Pazifikinseln über Werten von 5. Hierbei ist jedoch zu beachten, dass ein Großteil des industriellen Wachstums und der damit einhergehenden Verschmutzungen auf japanische Investitionen zurückzuführen ist.

## Bodenbelastungen

### Sand

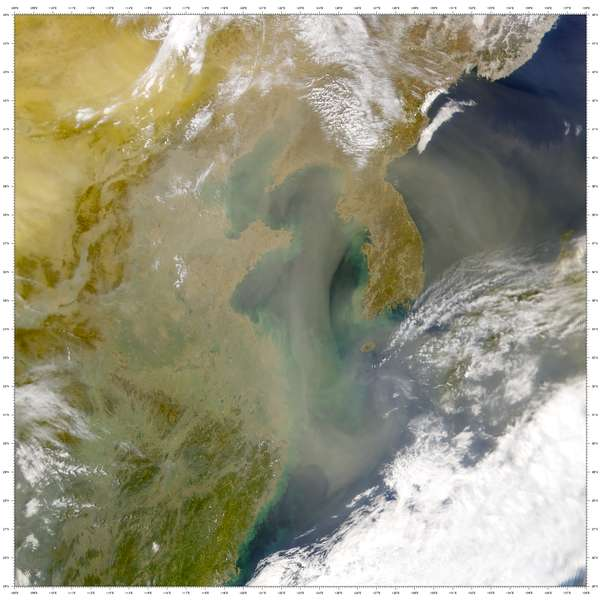
Eine Sandwolke verlässt die Volksrepublik in Richtung Japan und der Koreanischen Halbinsel.

Luftverschmutzung durch Sandpartikel ist ein Phänomen, das sich in allen Ländern der Nord-West-Pazifikregion beobachten lässt. Monsunwinde wehen hierbei feinen Sand aus den Wüsten Innerasiens in Luftschichten von mehr als 11 km Höhe und tragen ihn bis weit über den Pazifik. Der Sand führt besonders im Frühjahr zu einer erheblichen Beeinträchtigung der Sicht und kann Krankheiten der Atmungsorgane verursachen. Die Sichtweite kann durch die Sandpartikel auf bis zu unter einem Kilometer reduziert werden. In allen Ländern der Region wurde dabei in der letzten Dekade eine deutliche Zunahme in der Anzahl und der Intensität der Stürme beobachtet. Nach Studien der chinesischen State Environmental Protection Administration (SEPA) entstehen die sandtragenden Winde in erster Linie in der Wüste Gobi und weiteren Wüsten im Südosten der Äußeren Mongolei, im Osten Kasachstans, im Osten der Inneren Mongolei und Xinjiangs Uiguren-Regionen. Im Frühjahr und Winter nehmen die Winde drei unterschiedliche Routen vom Norden, Nordwesten und Westen in die Regionen der Inneren Mongolei, Shaanxi, Gansu, Ningxia, Shanxi, Hebei, Peking, Shandong und Jiangsu. Neben China, lässt sich auch in Japan eine Zunahme der Häufigkeit von Sandstürmen beobachten.

#### Auswirkungen
Es gibt eine ganze Reihe negativer Effekte durch Sandverschmutzung. Hierzu gehören zum Beispiel Schäden an Gebäuden und Fahrzeugen, die durch mechanische Einwirkungen der feinen Partikel im Wind auf die Oberflächen verursacht werden.
Ebenso werden Feldfrüchte beschädigt und Gewächshäuser verlieren durch die Staubschicht an Wärmeeffizienz. Beim Menschen können Feinstpartikel in Atmungsorgane eindringen und unter Umständen Erkrankungen verursachen oder zumindest verstärken. Hinzu kommt, dass mit dem Sand auch weitere schädliche Stoffe übertragen und eingeatmet werden können. Weiterhin erhöhen die Sichtbeeinträchtigungen die Risiken im Flugverkehr, verursachen Rundfunkstörungen und erschweren die Wetterbeobachtung. Auf Gletschern abgelagerter Sand führt zudem durch die dunklere Oberfläche zu einer schnelleren Erwärmung der Eisschicht und verstärkt somit ein Abschmelzen des Gletschers. Letztendlich gibt es auch eine Reihe lästiger Auswirkungen wie die Verschmutzung gewaschener Kleidung, die zum Trocknen im Freien hängt.
Teilweise (z. B. im April 2001) wurde der asiatische Sand zudem in großen Mengen bis weit in den Nordamerikanischen Kontinent getragen. Innerhalb von zwei Wochen reisten Staubwolken bis in Regionen östlich der Rocky Mountains. Schäden entstanden dabei in USA zwar nicht, allerdings zeigt die erstmalige deutliche Wahrnehmung der Verschmutzung die erhöhte Intensität der Stürme.
Auswirkungen in Südkorea
Auch Südkorea ist von der Staub- und Sandverschmutzung der Luft betroffen, welche auch hier die Luftqualität stark beeinträchtigt und zu schlechter Sicht führt. Im Januar 1999 konnte die Sandverschmutzung in ganz Südkorea beobachtet werden. Zuvor hatte es keine derartige Beobachtung während des Winters gegeben. In Südkorea beobachtet besonders die Halbleiterindustrie die wachsende Intensität der Stürme mit Besorgnis, da für die Produktion von Halbleitern und anderer feiner Elektronik eine staubfreie Umgebung benötigt wird.
Einen Höhepunkt erreichte die Intensität der Stürme im Jahr 2002. Die Stärke der Sandstürme führte zu einem zeitweisen Verkehrsstillstand und der Schließung von Schulen in Peking und Seoul.

#### Wüstenausbreitung in der Mongolei

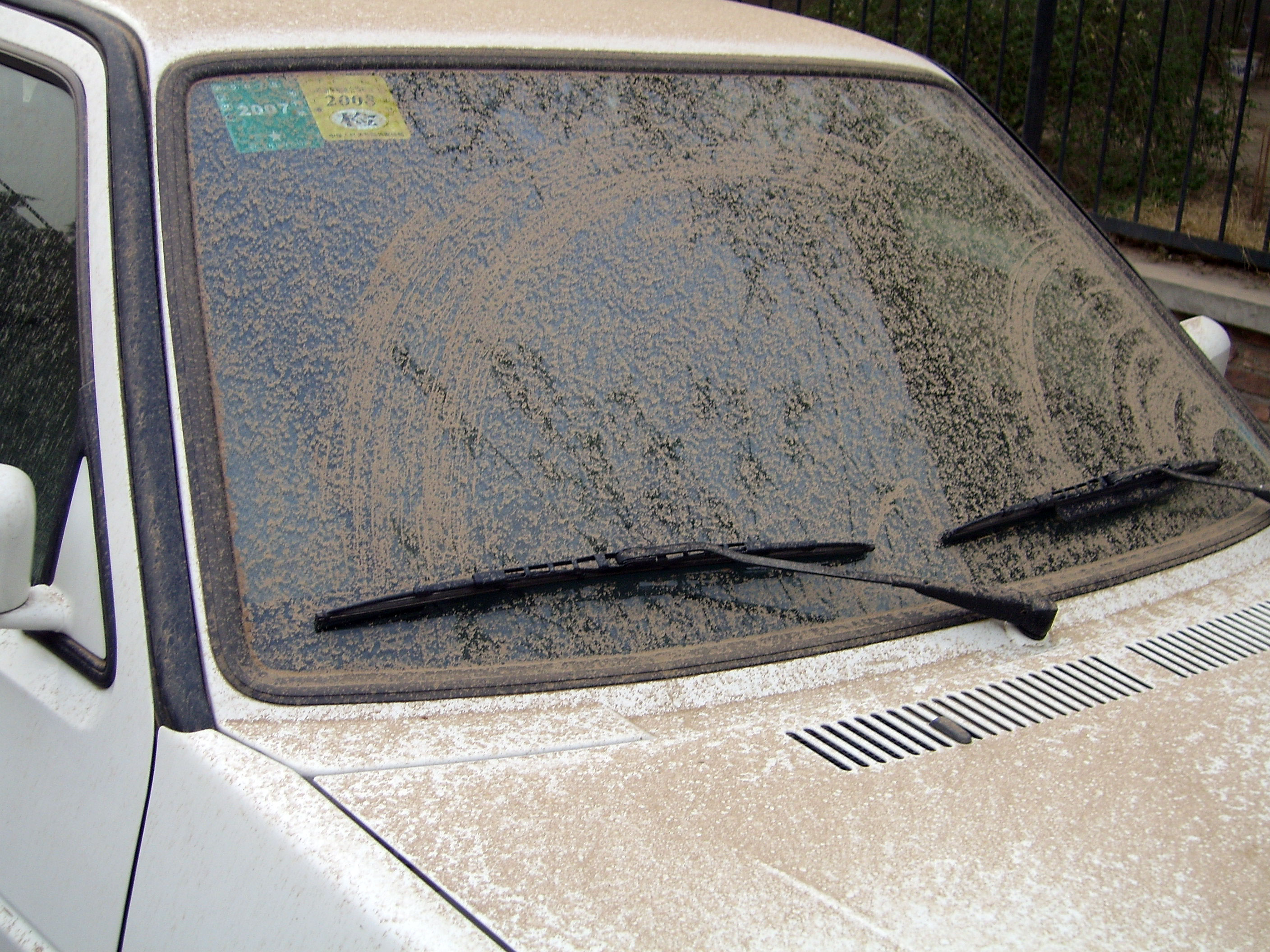
Sandablagerungen in Peking, 2006

Auf der Mongolischen Hochebene ist sowohl in der Äußeren Mongolei wie in der Inneren Mongolei seit Ende des 20. Jahrhunderts eine rasant zunehmende Ausbreitung von Wüsten feststellbar (Desertifikation). Eine Ursache ist die Überweidung durch Viehherden. So wurden beispielsweise im Staat Mongolei in den 1990er Jahren viele staatliche Arbeitsplätze gestrichen, was dazu führte, dass Menschen in der Viehwirtschaft Arbeit suchten und die Zahl der Halter sich verdoppelte. Der Effekt war in der Umgebung größerer Siedlungsgebiete noch verstärkt, verdrängte aber insbesondere die ländliche Bevölkerung. Die natürlichen Gegebenheiten von trockenem Klima, dünn bewachsenen Böden und verkürzten Fruchtbarkeitsperioden taten ihr Übriges, dass nun große Flächen des mongolischen Weidelandes der Bodenerosion ausgesetzt sind. Nach der Jahrtausendwende gingen die Viehbestände wieder zurück.
Als Hauptursache der Desertifikation gilt die zunehmenmde Nutzung und Erschließung von Bergwerken auf dem Mongolischen Plateau.

#### Wüstenausbreitung in der Volksrepublik China
Etwa 3,3 Millionen Quadratkilometer beziehungsweise 34 % der Fläche Chinas waren Ende des 20. Jahrhunderts desertifiziert und breiteten sich mit einer Geschwindigkeit von 10.400 km² pro Jahr aus. Zwischen 1975 und 1987 wuchs diese Fläche um 25.200 km², d. h. jährlich ca. 2100 km². Nach Aussage der China Environmental Protection Agency, hatte sich die Wüste Gobi von 1994 bis 1999 um 52.400 km² vergrößert und war nur noch 240 km von Peking entfernt. Von 1999 bis 2004 konnten die Wüsten jährlich um 7585 km² zurückgedrängt werden, Das Sekretariat des chinesischen nationalen Komitees für die Umsetzung der UN-Konvention zur Bekämpfung der Desertifikation sah im Jahr 2000 rund 400 Millionen Menschen von den Folgen der Wüstenbildung betroffen und schätzte die wirtschaftlichen Ausfälle auf etwa 6,5 Mrd. US-Dollar jährlich.

### Andere Belastungen in der Volksrepublik China
Durch vielfältigste Bodenkontamination steht Chinas Landwirtschaft vor großen Herausforderungen. Nach Ministeriumsaussagen sind landesweit jährlich 12 Millionen Tonnen Getreide übermäßig mit Schwermetallen belastet. Diese Zahlen verfügen mangels flächendeckender Untersuchungen jedoch nur über beschränkte Aussagekraft. Die Bodenkontaminationen führen zu direkten wirtschaftlichen Ausfällen von 2,5 Mrd. US-D. Von Chinas 120 Mio. ha landwirtschaftlicher Nutzflächen sind schätzungsweise 10 Mio. ha verschmutzt. Eine andere Quelle beziffert 1998 die verschmutzte Fläche mit vergleichbaren Kriterien für eine „Belastung“ auf 7,7 Mio. ha Ackerland. Darüber hinaus seien 100 Millionen ha Grasland und 0,1 Mio. ha Wald von Bodendegradation betroffen.

### Wald in der Mongolei
Der Forstsektor steuert auf eine Krise zu. Schätzungen sehen die Realität der Überforstungen etwa bei dem Vierfachen einer nachhaltigen Praxis. Zwischen 36 und 80 % der Aktivitäten sei illegal. Gesetze und Verordnungen erwiesen sich als wenig wirksam, weil ein Rückhalt in der lokalen Bevölkerung fehlt, die auf Einnahmen aus der Holznutzung angewiesen ist. Wenn keine alternativen Quellen für die häusliche Energieversorgung gefunden werden können, sind ernsthafte Knappheiten in den urbanen Ballungsgebieten zu befürchten. Obendrein erwies sich die heimische Forstindustrie als nicht in der Lage, hinreichend ausländische Direktinvestitionen zu gewinnen, um sich zu modernisieren.

## Wasser

### Meeresverschmutzung

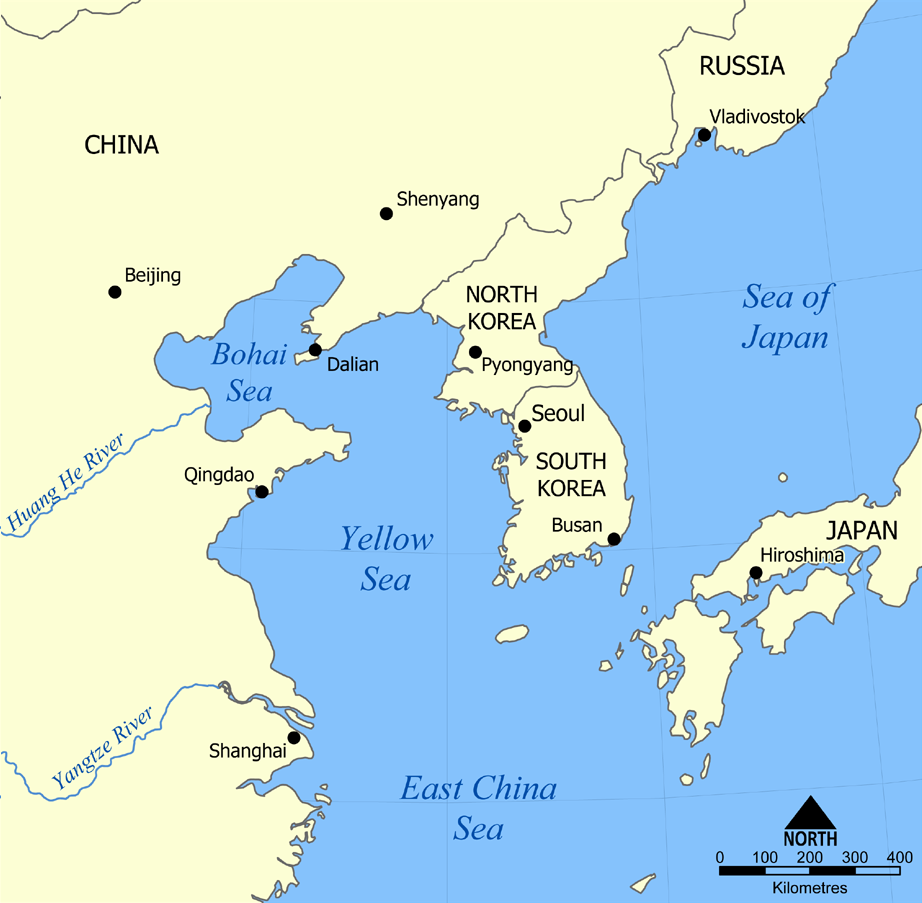
Meere Ostasiens

Meeresverschmutzung durch unterschiedlichste Faktoren findet in allen Meeren Ostasiens statt. Von besonderer Bedeutung und einem erhöhten Verschmutzungsgrad betroffen sind hierbei jedoch das Gelbe und das Japanische Meer. Hauptgründe der Verschmutzung sind die Schifffahrt, die Nutzung des Meeres als marine Müllkippe, auslaufendes Öl aus Bohrungen und Schiffsunglücken, die Einleitung von Industrie- und Haushaltsabwässern und Abwässern aus Häfen sowie die Landwirtschaft und die damit verbundene Einleitung von Pestiziden und Düngemitteln. Folgen sind erhöhte Werte von Stickstoff, Phosphat, Ammoniak, Kupfer, Ölteppiche und starke Algenblüten.

#### Das Gelbe Meer
Das Gelbe Meer ist durch erhebliche Umweltverschmutzung gekennzeichnet. Es weist nur eine geringe Tiefe von durchschnittlich 45 Metern auf (max. Tiefe: 100 m). Zudem findet nur eine vergleichsweise geringe Zirkulation des Wassers statt. Der World Watch Report rechnet das Gelbe Meer zu den Sieben „sterbenden“ Meeren, nur der Zustand des Schwarzen Meers gilt weltweit als kritischer. Die Abwassereinleitung der anliegenden Industrie und die halbherzige Umsetzung von Umweltschutzgesetzen schadet zudem der Fischerei und den Aquakulturen im Gelben Meer. Zu den starken Abwasserverschmutzungen der chinesischen und südkoreanischen Industrie kommen Verschmutzungen durch Ölteppiche aus lokalen Öl- und Gasbohrungen. Die Wasserverschmutzung gilt in China als eines der größten derzeitigen Umweltprobleme. 85 % des industriellen Abwassers und 90 % der Haushaltsabwässer werden ungefiltert direkt in Flüsse, Seen und schließlich auch in das Gelbe Meer geleitet.

#### Das Japanische Meer
Das Japanische Meer ist weiter und tiefer als das Gelbe Meer und verfügt daher über ein größeres Potenzial, Verschmutzungen aufzunehmen. Zudem gibt es stärkere Strömungen, die Verschmutzungen auch wieder austragen. Dennoch finden ähnliche Verschmutzungen wie im Gelben Meer statt. Zudem wurde der nördliche Teil des Japanischen Meeres zur Beseitigung radioaktiver Abfälle aus der Sowjetunion und Russland genutzt.
Radioaktive Verschmutzung
Die Sowjetunion nutzte das Japanische Meer bereits seit 1950 als maritime Müllkippe für radioaktive Abfälle.
Es wird daher von den umliegenden Staaten befürchtet, dass radioaktives Material die als Nahrungsquelle dienenden Fische und andere Tiere kontaminiert und damit auch durch den Menschen aufgenommen wird. Der Hauptteil des in Japan verzehrten Tintenfischs wird im Japanischen Meer gefangen. Tintenfisch gilt als besonders anfällig für radioaktive Kontamination.
Neben dem Japanischen Meer fand die Versenkung von radioaktivem Müll durch die Sowjetunion und Russland auch im Pazifik, nahe der Kamtschatka-Halbinsel, statt. Strömungen können kontaminiertes Wasser jedoch auch bis an die Küsten Japans und weiter tragen.
Über die Versenkung vor 1978 scheint es keine verlässlichen Daten zu geben, nach 1978 sind mindestens sechs Fälle bekannt geworden:
- 1978 wurden zwei Atomreaktoren vor der Nordkoreanischen Küste versenkt.
- Es folgte 1985 eine Versenkung radioaktiver Abfälle im Pazifik (der genaue Ort ist unbekannt).
- Noch im selben Jahr explodierte und sank ein sowjetisches Atom-U-Boot im Japanischen Meer. Es wurde nicht geborgen, sodass noch heute Strahlung austritt.
- 1989 versenkte die Sowjetunion kontaminierte Reaktorteile eines Atom-U-Bootes nahe Kamtschatka.
- 1992 wurden mehrere Container mit radioaktiver Flüssigkeit durch Russland im Japanischen Meer versenkt.
- Neben diesen Einzelfällen wurden regelmäßig schwach radioaktive Abfälle im Meer versenkt. Es wird davon ausgegangen, dass die Sowjetunion allein zwischen 1964 und 1986 ca. 17.000 Container mit festem und flüssigem radioaktivem Material in der Barents- und Karasee versenkt hat. Die Gefahr der radioaktiven Verseuchung erstreckt sich damit auch auf weite Teile der Arktis.[20]
- Noch bis mindestens 2002 fanden eine Vielzahl weiterer Versenkungen statt, die teils auch auf Video dokumentiert wurden. So sendete die NHK im Herbst 1993 Filmmaterial, das von einem russischen Militärreporter aufgezeichnet wurde. In der Sendung musste die japanische Bevölkerung schockiert mit ansehen, wie 1000 Tonnen kontaminierten Wassers in fruchtbare Fischereigründe des Japanischen Meeres gekippt wurden.

Nach russischen Angaben stammte das radioaktive Material aus den Atom-U-Booten der sowjetischen Pazifikflotte. Weiterhin gab die russische Regierung gegenüber Umweltschutzgruppen an, dass die Verkippung von radioaktiven Abfällen der Pazifikflotte seit 20 Jahren dreimal jährlich stattfindet.
Zu den nuklearen Abfällen im Japanischen Meer gehören auch russische Atom-U-Boote, die an den russischen Küsten ungenutzt gelagert werden. Bisher wurden 67 russische Atom-U-Boote außer Dienst genommen und müssen nun enttankt und zerlegt werden. Bei der Zerlegung ist Russland auf die Hilfe Japans und der USA angewiesen. Derzeit können jährlich ein bis zwei U-Boote zerlegt werden, wobei die Anzahl der außer Dienst gehenden U-Boote immer noch höher ist, d. h. jährlich mehr U-Boote ungenutzt gelagert werden (Stand Mai 2000).
Das Nakhodka-Tankerunglück
Das Interesse der breiten Bevölkerung an der Meeresverschmutzung nahe der japanischen Küste wuchs bedeutsam nach dem Auseinanderbrechen des russischen Tankers Nakhodka im Januar 1997. Der Nakhodka-Vorfall wurde in Japan nicht als alleinstehendes Ereignis gesehen, sondern wurde zum Symbol der sich fortsetzenden Meeresverschmutzung. In der Bevölkerung wurde befürchtet, dass sich ähnliche Vorfälle wiederholen. Ziel der Kritik wurde vor allem die inadäquate Reaktion der japanischen Regierung. Seitens von Lokalregierungen und Bürgerbewegungen wurde der Einsatz eines Krisenmanagements für das Japanische Meer gefordert. Der Unfall führte so zu einer engeren Zusammenarbeit der russischen und japanischen Behörden, weiterer Staaten der Region und den USA sowie Lokalregierungen der Region.

### Binnengewässer in der Volksrepublik China
Etwa jedem zweiten der getesteten Flüsse wurde 2006 eine „gesundheitsschädigende“ Wasserqualität attestiert. Lediglich 2 von 27 getesteten Seen wiesen eine „akzeptable“ Qualität auf. Sterblichkeitsraten in Zusammenhang mit Krebs durch Wasserverschmutzung werden auf 64 Fälle pro 100.000 Einwohner beziffert. Über die Gesundheitsfolgen hinaus werden auch hohe Wirtschaftliche Ausfälle durch die Agrarbewässerung mit belasteten Abwässern gemeldet; grob die Hälfte der Reisernte von 2003 konnte infolgedessen nicht den Lebensmittelstandards genügen.

## Maßnahmen
Nationale oder bilaterale Maßnahmen gegen transnationale Umweltverschmutzung in Ostasien sind oft nicht effizient genug, da Verschmutzung von mehr als einem Staat verursacht werden, oder die Maßnahmen, insbesondere von Staaten wie der Mongolei oder China, nicht finanzierbar sind. China begann erst in den 1990er Jahren mit Umweltschutzmaßnahmen auf nationaler Ebene. Obwohl die Anwendung neuer Umweltgesetze bereits positive Auswirkungen auf die transnationale Umweltverschmutzung hat, reichen die Regelungen nicht aus, um mit der rasant wachsenden Industrie mitzuhalten. Auf Grund undurchsichtiger Entscheidungsverfahren und Korruption werden wirtschaftliche Projekte oft auf Kosten der Umwelt entschieden.

### Institutionen, Gesetze und Regulierungen
In Japan versucht die Politik seit den frühen 1970er Jahren die Umweltverschmutzung zu kontrollieren und nimmt in der Region eine Vorreiterrolle ein. Neben der Mitwirkung der Staaten China, Japan und Südkorea auf globaler Ebene in internationalen Organisationen, die sich mit transnationalen Umweltproblemen beschäftigen, wie dem UN Environmental Programm (UNEP) oder der UN Framework Convention on Climate Change (UNFCCC) mitsamt den dazugehörigen Vereinbarungen (wie dem Kyoto-Protokoll von 1997), spielen auch bilaterale und regionale Maßnahmen eine große Rolle in der transnationalen Umweltpolitik der Staaten Ostasiens.
Die wichtigste überregionale Institution zur Kooperation im Meeresschutz ist der Northwest Pacific Action Plan (NOWPAP), der 1994 unter Führung der UNEP gegründet wurde. Mitglieder des NOWPAP sind China, Südkorea, Japan und Russland (Nordkorea gehörte zu den Gründungsmitgliedern, ist aber kein formelles Mitglied mehr). Der Fokus der Organisation liegt ebenfalls im Schutz des Gelben Meeres, des Japanischen Meeres und des Chinesischen Meeres. Obwohl anfangs gefordert (und auch von Südkorea und Russland unterstützt) ist der NOWPAP völkerrechtlich nicht verbindlich. Japan und China lehnten eine rechtliche Bindung ab. Das japanische Verkehrsministerium argumentierte, dass die Regulierungen der japanischen Küstenwache bereits ausreichend seien. Japans Haltung zum NOWPAP positivierte sich deutlich nach dem Tankerunglück der Nakhodka.
Zur Bekämpfung der Luftverschmutzung orientieren sich die Staaten Ostasiens am Vorbild Europas, wo es bereits seit 1979 die Convention on Long-range Transboundary Air Pollution (LRTAP) gibt. Die Konvention dient als wertvolle Quelle für technische und institutionelle Informationen.
Als Maßnahmen gegen den sauren Regen implementiert Japan seit den 1970er Jahren folgende Maßnahmen:
1. Ein Wechsel von stark schwefelhaltiger Kohle zu Öl.
2. Die Entwicklung und Implementierung von Entschwefelungstechnologien.
3. Einführung und strikte Einhaltung von Luftqualitätsgesetzen und
4. Die Vergabe von günstigen Krediten zur Finanzierung von Umwelttechnologien.[4]

Hinzu kommen Regelungen zur NOx Reduktion, wie beispielsweise Vorschriften zur Katalysatornutzung in Kfz.
Zu den Maßnahmen gegen die Luftverschmutzung gehört auch die Reduzierung von Treibstoffen mit hohem Schwefelgehalt und die vermehrte Nutzung von Flüssigerdgas (LNG). In Südkorea beispielsweise finden seit den späten 1980er Jahren Umweltschutzgesetze Anwendung, und so konnten die Emissionen von Schwefeldioxid seit 1990 stetig reduziert werden. Auch einzelne Staaten Südostasiens (Thailand, Vietnam, Taiwan, Indonesien und Hongkong) planen vermehrt auf die Nutzung von natürlichen Gasen zu setzen. Allerdings steht auch hier der Umweltschutz zweitrangig hinter wirtschaftlichen Zielen. Insbesondere die Finanzkrise 1997 verlangsamte Umweltschutzprojekte deutlich.

Entwicklung des Energiemixes in China seit 1980

Eine sehr wirksame Maßnahme ist der Ersatz fossiler durch erneuerbare Energien. Bis 2010 wollte die Volksrepublik China laut Entwicklungsplan 10.000 Dörfer mit 3,5 Mio. Haushalten mit Strom aus erneuerbarer Energie versorgen. Da es sich vorwiegend um Inselanlagen handelt, setzte man hier auf erneuerbare Energien wie Photovoltaik und Windenergieanlagen. Der ländliche Raum sollte bis 2015 eine vollständige Stromversorgung erhalten.
In absoluten Zahlen werden in China die meisten erneuerbaren Energien generiert. Das Land tätigte 2007 mit 12,459 Mrd. USD die zweitgrößten Investitionen in diesem Bereich. Nur Deutschland investierte noch mehr in die erneuerbaren Energien als China. Im Jahre 2009 sollten die chinesischen Investitionen die der Bundesrepublik übersteigen. In der Volksrepublik betrug der Anteil der erneuerbaren Energien am Energiemix im Jahr 2006 ca. 7 %. Bis zum Jahr 2010 wollte die Regierung diesen auf 10 % und bis 2020 auf 16 % anheben. Laut IEA konnten im Jahr 2020 11,1 % des Endenergieverbrauchs durch erneuerbare Energien abgedeckt werden, was im Vergleich zum Jahr 2000 mehr als einer Verdreifachung entspricht.
Unter den Erneuerbaren Energien wird der größte Anteil durch Stauanlagen erzeugt. Die Drei-Schluchten-Talsperre ist das größte Staumauerprojekt weltweit.

### Technische Zusammenarbeit
China erhält eine Official Development Assistance (ODA) der Nachbarstaaten Japan und Südkorea, wobei die technische Hilfe Japans vermehrt in chinesische Umweltprojekte fließt. Die Hilfen Japans und Südkoreas werden hierbei auch von der Wirtschafts- und Sozialkommission für Asien und den Pazifik der Vereinten Nationen (ESCAP) initiiert und verstärkt. China und Südkorea haben bereits 1993 Vereinbarungen zur Zusammenarbeit im Umweltschutz getroffen. Eine große Rolle in der gemeinsamen Umweltpolitik der beiden Staaten spielt die Untersuchung der Verschmutzung des Gelben Meeres und die Filterung chinesischer Küstenabwässer.
Die vermehrten Sandstürme werden in Japan seit 2003 in Messstationen aufgezeichnet, die über das ganze Land verteilt sind. Zudem wurden für einige Jahre auch Messprojekte und Gegenmaßnahmen in China mit ODA-Geldern unterstützt. Bilaterale Messstationen befinden sich beispielsweise in Peking (seit 1996), Ningxia (seit 1998) sowie Dunhuang und der Taklamakan-Wüste (seit 2000). Die chinesische Regierung begann in den 1970er Jahren mit dem größten Aufforstungsprogramm der Menschheit. An Chinas Grüner Mauer soll noch bis 2050 weiter gearbeitet werden. Bis dahin sollen 350.000 Quadratkilometer Land mit Bäumen bepflanzt sein. Es arbeiten eine Reihe japanischer NGOs in Aufforstungsprojekten in China. Auch die südkoreanische ODA-Gesellschaft KOICA unterstützt dieses Programm.
Eine ähnliche Zusammenarbeit besteht auch zwischen Südkorea und Japan. 1993 gründeten Südkorea und Japan das Japan-Korea Environmental Conservation Joint Committee, das sich jährlich zu einem Austausch von Forschungsergebnissen und zur technischen Zusammenarbeit trifft. In der Vergangenheit floss zudem japanische Entwicklungshilfe in die Implementierung südkoreanischer Abwasserkläranlagen.
Bezüglich der regelmäßigen Verkippung von radioaktivem Wasser aus Atomreaktoren der sowjetischen Pazifikflotte, bot Japan der russischen Marine 1993 im Zuge eines nuklearen Sicherheitsplans den Bau einer schwimmenden Entsorgungsplattform an, um das verseuchte Wasser zu filtern. Die Plattform kostete 29 Mio. US$, wurde 1997 fertig gestellt und ging 2000 in Betrieb. Seitdem werden jährlich 7000 m³ Wasser durch die Anlage im russischen Bolschoi Kamen gefiltert. Zudem stellte die japanische Regierung 1999 ca. 35 Mio. US$ für die Zerlegung russischer Atom-U-Boote zur Verfügung.

### Interessen der Staaten

#### Japan
Japan setzt die Entwicklungshilfegelder auch in der Diplomatie ein, um China gezielt zu einer liberaleren Wirtschaft und Politik zu führen. Japan hat zudem Interesse an einer verantwortungsbewussten Rolle Chinas in der Umweltpolitik der Region. Insbesondere bei Projekten gegen die Sandstürme (z. B. Aufforstungsprojekte) arbeitet Japan eng mit Südkorea zusammen, da die beiden Staaten zu den am stärksten Betroffenen zählen.

#### Mongolei
Die Mongolei ist ein wichtiges Element in der Strategie gegen die Verwüstung und um Sandstürme zu vermeiden. Es sind etwa 4000 Mitarbeiter im Ministry of Nature and Environment (MNE) lokal oder auf Landesebene beschäftigt. Laut Weltbank ist das zum Erreichen, Überwachen und Forcieren von existierenden Gesetzen unzureichend. Die Abstimmung zwischen Regierungsressorts sei unzureichend. Insbesondere wird die unkontrollierte Viehwirtschaft, die urbane Luftverschmutzung und die unkontrollierte und weitestgehend illegale Beforstung als zunehmend auch transnational problembehaftet gesehen.
Deutschland ist für die Haushaltsperiode 2008 und 2009 mit 20,5 Mio. € in Projekten zu Umweltschutz und Wirtschaftsreformen engagiert.

#### Russland
Auf Grund der geringen Bevölkerungsdichte im russischen Teil Ostasiens rangiert die Region eher auf den unteren Plätzen der Prioritätenliste der Moskauer Regierung. Vom regionalen Umweltschutz wird daher erwartet, in möglichst geringem Kostenaufwand und hohem Empfang von Hilfsgeldern zu münden.

#### Südkorea
Südkorea ist mitunter der am stärksten von transnationaler Umweltverschmutzung betroffene Staat der Region. Südkorea gilt daher als einer der engagiertesten Initiatoren transnationaler Kooperation im Umweltschutz. Die finanziellen und politischen Kräfte des Landes reichen jedoch nicht dazu aus, China zu weniger Emissionen zu drängen oder die Entwicklungshilfen (ODA) stark anzuheben. Südkorea nimmt daher in der Umweltpolitik oft die Rolle eines Mediators zwischen Japan und China ein, um von den beiden Nachbarstaaten nicht völlig an den Rand gedrängt zu werden.

#### Volksrepublik China
China hat ein großes Interesse daran, sich nicht längerfristig an Verträge zu binden und bevorzugt daher die Nutzung von Entwicklungshilfegeldern (ODA) und des bestehenden multilateralen politischen Rahmens. Weiterhin versucht China maximal von technischer und finanzieller Hilfe im Umweltschutz zu profitieren, ohne dabei selbst große Ressourcen aufwenden zu müssen.
Die Vorwürfe Japans und Südkoreas, dass das aggressive Wirtschaftswachstum an der zunehmenden Desertifikation Schuld sei, werden von der chinesischen Regierung nicht gerne gehört. Diese muss sich jedoch Einwände wohl überlegen, um nicht die dringend gebrauchten ODAs zu gefährden.